# Saint-Jean-d’Elle
Saint-Jean-d’Elle – gmina we Francji, w regionie Normandia, w departamencie Manche. W 2013 roku liczba ludności wynosiła 2415 mieszkańców.
Gmina została utworzona 1 stycznia 2016 roku z połączenia pięciu ówczesnych gmin: Notre-Dame-d’Elle, Précorbin, Rouxeville, Saint-Jean-des-Baisants oraz Vidouville. Siedzibą gminy została miejscowość Saint-Jean-des-Baisants.